# Psychoda longiseta
Psychoda longiseta är en tvåvingeart som beskrevs av Tokunaga och Komyo 1955. Psychoda longiseta ingår i släktet Psychoda och familjen fjärilsmyggor. Inga underarter finns listade i Catalogue of Life.